# Pycnarmon argenticincta
Pycnarmon argenticincta is een vlinder van de familie van de grasmotten (Crambidae). De wetenschappelijke naam van deze soort is voor het eerst voorgesteld als Entephria argenticincta door George Francis Hampson in een publicatie uit 1899.
De soort komt voor in Nieuw-Guinea.